# Ekspozycje kredytowe
Ekspozycje kredytowe (używane w liczbie mnogiej) – należności i zobowiązania pozabilansowe banku. Przykładem zobowiązań pozabilansowych są udzielone przez bank gwarancje i poręczenia oraz zobowiązania z tytułu przeprowadzonych transakcji na instrumentach pochodnych (które mogą się przerodzić w ekspozycje walutowe w momencie realizacji praw z tych instrumentów).
Definicję ekspozycji kredytowej wprowadzono w rozporządzeniu Ministra Finansów określającym zasady tworzenia rezerw celowych na ryzyko związane z działalnością banków. Są to bilansowe należności banku z tytułu kredytów i pożyczek, skupionych wierzytelności, czeków i weksli, zrealizowanych gwarancji, innych wierzytelności o podobnym charakterze oraz udzielone zobowiązania pozabilansowe o charakterze finansowym i gwarancyjnym, z wyłączeniem: odsetek i prowizji, także skapitalizowanych, oraz wierzytelności od podmiotów zależnych od banku, jeżeli zaangażowanie kapitałowe banku w te podmioty wycenione jest metodą praw własności oraz poziom rezerw tworzonych przez te podmioty jest nie niższy niż poziom obliczony zgodnie z obowiązującymi zasadami.
Banki zostały zobowiązane do tworzenia rezerw celowych, gdy ekspozycje kredytowe zostaną zakwalifikowane do jednej z trzech kategorii: normalnych, pod obserwacją, grupy zagrożonych (w tym do kategorii: poniżej standardu, wątpliwe, stracone)
Zasady klasyfikacji ekspozycji kredytowych określono w załączniku nr 1 do wspomnianego rozporządzenia Ministra Finansów.